# Danth
Danth (bürgerlich: Daniel Busenthür; * 7. Januar 1995) ist ein deutscher DJ und Musikproduzent aus Köln.  

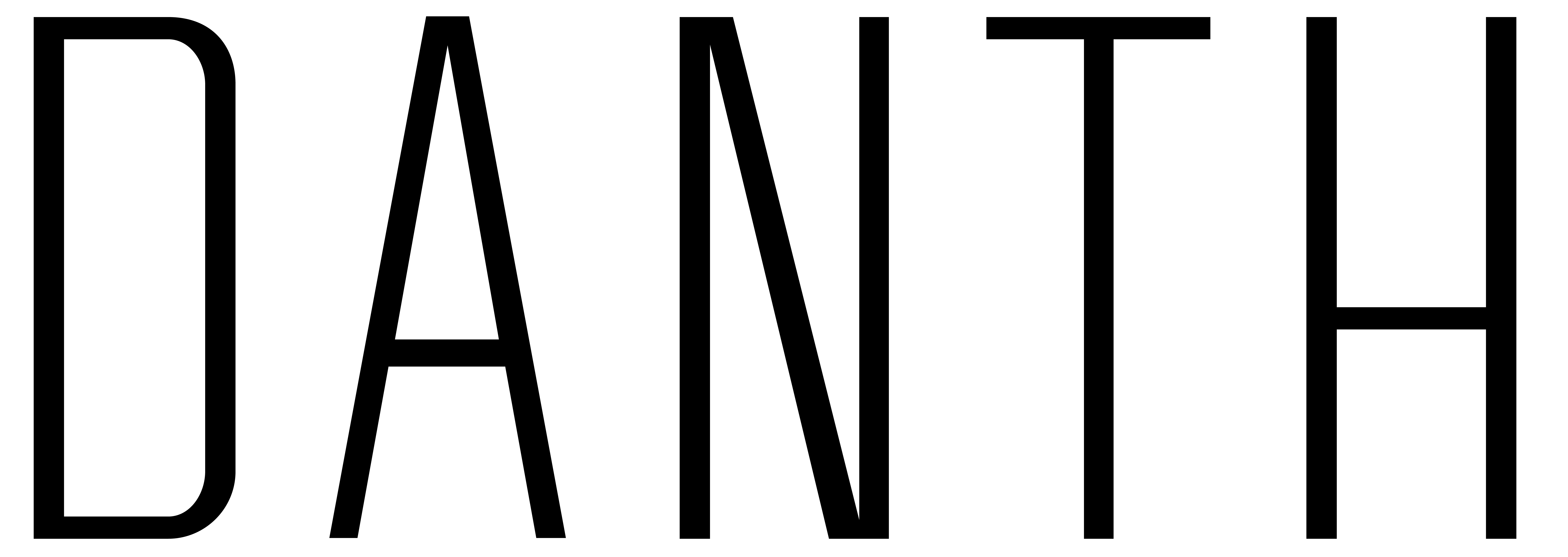
Logo von Danth

## Werdegang
Busenthür begann als Kind Gitarre, Bass und Schlagzeug zu spielen. Durch Besuche im Kölner Club Bootshaus und weiteren Festivals entwickelte er sein Interesse an Electronic Dance Music und der Musikproduktion. So legte er 2017 auf ersten kleineren Elektroveranstaltungen als DJ auf und veröffentlichte seine erste Single. 2018 folgte sein erster internationaler Auftritt, als er beim Spring Break im kroatischen Zrce neben Alan Walker spielte. Ebenfalls spielte er 2018 erstmals beim New Horizons Festival. Seitdem legt Danth regelmäßig auf großen Musikfestivals wie Ruhr in Love, Rock am Ring, Electrisize und e-Lake in Luxemburg auf und hatte mehrere Gigs in renommierten Clubs unter anderem im Bootshaus.
2020 veröffentlichte Danth den Track Used To auf dem Label Impvlse, welcher mehr als 1 Mio. Aufrufe auf Spotify verzeichnet. Es folgten weitere Lieder auf diesem Label, die stilistisch dem Progressive-, Future- und Deephouse zuzuordnen sind. Das Lied On The Dancefloor erschien auf Don Diablos Label Hexagon und erreichte die Beatport-Charts im Bereich Bass House. 2022 spielte Danth beim World Club Dome und der Nature One. Außerdem war er Teil einer Kampagne von Kia. 
2024 folgten zwei weitere Singles auf Hexagon, welche ebenfalls die Bass House Beatport-Charts erreichten. Dazu gewann er den Skio Remix-Contest zu Showteks Lied Lose Your Mind.

## Diskografie
- 2020: Used To
- 2020: Hold My Hand
- 2020: Fume
- 2020: It Kills Me
- 2021: So Done With It mit Youree
- 2021: Run Forever
- 2021: Paradise
- 2021: I Still Do
- 2022: Dreamer
- 2022: Sinners
- 2022: On The Dancefloor [Hexagon]
- 2024: Want More [Hexagon]
- 2024: Pure Platinum [Hexagon]
- 2024: Daddy
- 2025: Realize
- 2025: Dreams